# 29975 Racheledelstein
29975 Racheledelstein este o planetă minoră (asteroid) din centura de asteroizi. A fost descoperită pe 8 iunie 1999 la Stația Anderson Mesa de Lowell Observatory Near-Earth-Object Search. 
Obiectul prezintă o orbită caracterizată de o semiaxă mare de 2,6473566 UAi, o excentricitate de 0,15, o înclinație de 7,76765 ° în raport cu ecliptica.